# Засіб вимірювальної техніки
За́сіб вимі́рювальної те́хніки (ЗВТ) — технічний засіб, який застосовується під час вимірювань фізичних величин і має нормовані метрологічні характеристики.
Згідно з новим Законом України «Про метрологію та метрологічну діяльність», що набрав чинності 1 січня 2016 року, засоби вимірювальної техніки — засоби вимірювань, вимірювальні системи, матеріальні міри, стандартні зразки та будь-які частини засобів вимірювань або вимірювальних систем, якщо ці частини можуть бути об'єктом спеціальних вимог та окремого оцінювання відповідності.

## Види
Тип засобу вимірювальної технікисукупність засобів вимірювальної техніки одного і того ж призначення, які мають один і той же принцип дії, однакову будову та виготовлені за однією і тією ж технічною документацією.
До засобів вимірювальної техніки відносяться засоби вимірювань та вимірювальні пристрої.

### Засоби вимірювань
Засіб вимірюваньзасіб вимірювальної техніки, який реалізує процедуру вимірювань, має нормовані метрологічні характеристики, котрий відтворює та (або) зберігає одиницю фізичної величини, розмір якої приймається сталим в межах визначеної похибки протягом визначеного інтервалу часу.
За конструктивним виконанням засоби вимірювань поділяються на:
- міри фізичних величин;
- вимірювальні прилади;
- вимірювальні перетворювачі;
- вимірювальні установки;
- інформаційно-вимірювальні системи;
- вимірювальний комплекс
- вимірювально-обчислювальні комплекси.

### Вимірювальні пристрої
Вимірювальний пристрійзасіб вимірювальної техніки, у якому виконується лише одна із складових частин процедури вимірювання. Наприклад: перетворення, масштабування, порівняння, обчислення сигналу чи інші операції із сигналом.

## Метрологічні характеристики ЗВТ
Метрологічні характеристикице характеристики властивостей засобу вимірювань, які нормуються для визначення результату вимірювання і його похибок.
До основних метрологічних характеристик відносяться:
- градуювальна характеристика;
- похибка засобу вимірювальної техніки;
- чутливість;
- варіація показів;
- розмах показів;
- ціна поділки шкали;
- діапазон вимірювань;
- динамічні характеристики (перехідна та імпульсна перехідна функції, амплітудні і фазові характеристики, передавальна функція) тощо.

## Особливості застосування
Засоби вимірювальної техніки в законодавчо регульованій сфері можуть застосовуватися, якщо вони відповідають вимогам щодо точності, встановленим для цих засобів, у певних умовах їх експлуатації.
Законодавчо регульовані засоби вимірювальної техніки  дозволяється застосовувати, випускати з виробництва та ремонту та пускати у продаж і видавати напрокат лише за умови, якщо вони пройшли повірку або державну метрологічну атестацію.
Засоби вимірювальної техніки, на які не поширюється державний метрологічний нагляд, дозволяється випускати з виробництва та ремонту лише за умови, якщо вони пройшли калібрування або метрологічну атестацію.
З метою систематизації і раціонального підходу до розробки і використання засобів вимірювальної техніки при автоматизації виробництва побудована Державна система промислових приладів і засобів автоматизації (ДСП), в основу якої покладені  визначені системотехнічні принципи.